# Sceiccato di Qutaibi
Il Qutaibi (in arabo: قطيبي Quṭaybī), ufficialmente Sceiccato di Qutaibi (in arabo: مشيخة القطيبي Mashyakhat al-Quṭaybī), fu uno stato dipendente dall'Emirato di Dhala, a sua volta facente parte del Protettorato di Aden, della Federazione degli Emirati Arabi del Sud e dell'entità che la seguì, la Federazione dell'Arabia Meridionale nell'odierno Yemen. Nel 1964, durante l'Emergenza di Aden, le tribù di Qutaibi attaccarono le truppe britanniche nella zona delle colline di Rafdan con una ferocia tale da meritarsi il soprannome di "lupi rossi".